# Housain Al-Mogahwi
Housain Al-Mogahwi (en árabe: حسين المقهوي‎; 24 de marzo de 1988) es un futbolista saudí que juega en la demarcación de centrocampista para el Al-Fateh SC de la Liga Profesional Saudí.

## Selección nacional
Hizo su debut con la selección de fútbol de Arabia Saudita el 9 de diciembre de 2012 en un encuentro de la Campeonato de la Federación de Fútbol de Asia Occidental 2012 contra Irán que finalizó con un resultado de empate a cero. El 4 de junio el seleccionador Juan Antonio Pizzi le convocó para disputar la Copa Mundial de Fútbol de 2018, donde llegó a disputar dos partidos.

### Participaciones en Copas del Mundo
| Mundial              | Sede  | Resultado    | Partidos | Goles |
| -------------------- | ----- | ------------ | -------- | ----- |
| Copa Mundial de 2018 | Rusia | Primera Fase | 2        | 0     |

### Goles internacionales
| # | Fecha                | Estadio                                           | Oponente | Gol | Resultado | Competición        |
| - | -------------------- | ------------------------------------------------- | -------- | --- | --------- | ------------------ |
| 1 | 24 de agosto de 2016 | Estadio Grand Hamad, Doha, Catar                  | Laos     | 4–0 | 4-0       | Amistoso           |
| 2 | 12 de enero de 2019  | Estadio Al-Maktoum, Dubái, Emiratos Árabes Unidos | Líbano   | 0–2 | 0-2       | Copa Asiática 2019 |

## Clubes
| Club             | País           | Año       | Partidos | Goles |
| ---------------- | -------------- | --------- | -------- | ----- |
| Al-Adalh FC      | Arabia Saudita | 2008-2010 |          |       |
| Al-Fateh SC      | Arabia Saudita | 2010-2014 | 117      | 12    |
| Al-Ahli Saudi FC | Arabia Saudita | 2014-2022 | 196      | 24    |
| Al-Fateh SC      | Arabia Saudita | 2022-     | 9        | 0     |

## Palmarés

### Campeonatos nacionales
| Título                               | Club             | País           | Año  |
| ------------------------------------ | ---------------- | -------------- | ---- |
| Liga Profesional Saudí               | Al-Fateh SC      | Arabia Saudita | 2013 |
| Supercopa de Arabia Saudita          | Al-Fateh SC      | Arabia Saudita | 2013 |
| Copa del Príncipe de la Corona Saudí | Al-Ahli Saudi FC | Arabia Saudita | 2015 |
| Liga Profesional Saudí               | Al-Ahli Saudi FC | Arabia Saudita | 2016 |
| Copa del Rey de Campeones            | Al-Ahli Saudi FC | Arabia Saudita | 2016 |
| Supercopa de Arabia Saudita          | Al-Ahli Saudi FC | Arabia Saudita | 2016 |